# Notorhabdium bangzhui
Notorhabdium bangzhui är en skalbaggsart som beskrevs av Nobuo Ohbayashi, Wang, Niisato och Wang 2004. Notorhabdium bangzhui ingår i släktet Notorhabdium och familjen långhorningar. Inga underarter finns listade i Catalogue of Life.